# Dokument (album)
Dokument – album zespołu Bikini wydany w 2009 przez wytwórnię Noise Annoys. Na zawartość płyty składają się nagrania z lat 1982–2008.

## Lista utworów
1. "Pieniądze"
2. "Taki jak ja"
3. "Różowy trójkąt"
4. "Nocne ulice"
5. "Fikcyjne wycieczki"
6. "Pieniądze"
7. "Plastikowe oczy"
8. "Co to jest?"
9. "Pomóż mi"
10. "Święty"
11. "W kawiarni"
12. "Znowu jestem sam"
13. "Śmietnisko"
14. "Nienawiść"
15. "Dokąd tak biegniesz?"
16. "Labirynt"
17. "Rewolucja"
18. "Znowu jestem sam"
19. "Plastikowe oczy"
20. "Budząc zmysły na jawie"
21. "Czarodzieje"
22. "Taka dupa"

Wideoklipy:
1. "W Kawiarni"
2. "Taka dupa"

- Utwory 1–3 zostały nagrane podczas festiwalu w Jarocinie w 1982.
- Utwory 4–7 zostały nagrane w toruńskim studiu Radia Studenckiego "Klub Morski" w 1982.
- Utwór 8 nagrano na próbie w toruńskim klubie "Od Nowa" w 1982.
- Utwór 9 nagrano w toruńskim klubie "Elana" w 1982.
- Utwór 10 został nagrany podczas festiwalu w Jarocinie w 1983.
- Utwór 11 został nagrany w toruńskim klubie "Od Nowa" w 1985.
- Utwory 12–16 zostały nagrane w toruńskim klubie "Od Nowa" w 1986.
- Utwory 17–21 zostały nagrane Studio Artus w 1996.
- Utwór 22 nagrano w 2008 w Studio Black Bottle.

## Skład
- Zbigniew Cołbecki – wokal, gitara
- Beata Wieczerzak – wokal
- Anna Kamińska – wokal
- Andrzej Czarnecki – gitara basowa
- Tomek Wiśniewski – perkusja
- Cezary Cichocki – gitara basowa
- Tomasz Siatka – perkusja
- Leszek Zawrot – gitara basowa
- Andrzej Kaczmarek – gitara basowa
- Robert Pasta – perkusja